# Port intérieur de Duisbourg
 (novembre 2020).
Si vous disposez d'ouvrages ou d'articles de référence ou si vous connaissez des sites web de qualité traitant du thème abordé ici, merci de compléter l'article en donnant les références utiles à sa vérifiabilité et en les liant à la section « Notes et références ».
Le port intérieur de Duisbourg (en allemand Innenhafen Duisburg) est un port fluvial situé sur le Rhin. D'une surface de 89 hectares, il était pendant la révolution industrielle allemande un centre important de la Ruhr. À la suite de l'arrêt progressif de l'activité industrielle (notamment sidérurgique et minière), l'activité portuaire a décliné à partir du milieu des années 1960.
En 1989, la reconversion commence avec la construction du Centre international d'expositions d'Emscher Park. L'espace disponible a permis d'autres projets architecturaux et urbanistiques.

## Enfoncement programmé du port
À la suite de l’érosion du lit du Rhin à raison de 4 cm par an (4m sur un siècle!), l’ensemble du port s’est trouvé surélevé : en période d’étiage, le tirant d’eau nécessaire aux opérations n’était plus suffisant et, à plus long terme, les bassins risquaient de se vider. Alors qu’on venait à peine de terminer les réparations dues aux bombardements particulièrement intenses de la dernière guerre mondiale, le coût d’un barrage éclusé sur le Rhin ou de la mise à niveau des infrastructures existantes (quais, écluses, etc.) était prohibitif.

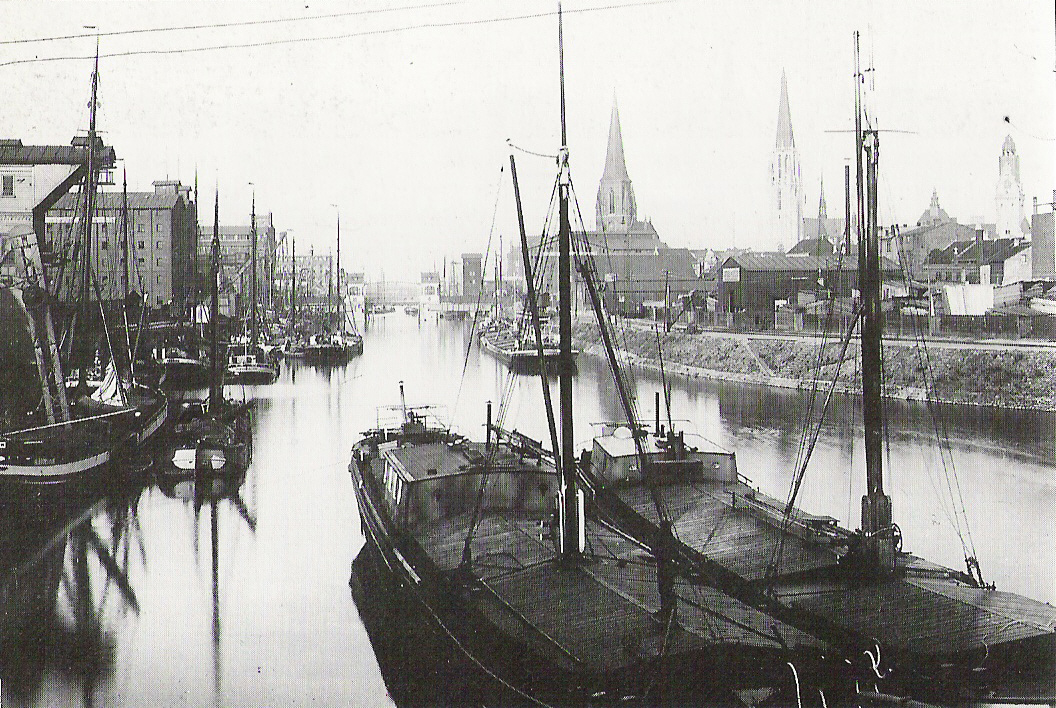
Vue ancienne du port fluvial.

En septembre 1951, on décide de procéder à un enfoncement programmé et sélectif de l’ensemble des installations portuaires. En retirant deux millions de tonnes de charbon sous le port, on pouvait racheter jusqu’à 2 m.
En 1955, l’opération d’essai fut pratiquée sur l’écluse de Meiderich (de), point de jonction entre le fleuve, le port fluvial, la Ruhr et le canal Rhin-Herne. L’ouvrage d’art s’enfonça de quelque 2 m, non pas à la vitesse « d’un ascenseur qui descend », mais conformément aux projections, lentement et progressivement.
Par la suite, l’affaissement programmé du port s’effectua de 1956 à 1968 à 1,60 m de moyenne sur toutes les infrastructures : quais, grues, entrepôts, réservoirs, canalisations….
Considéré à l’époque comme l’exploit d’ingénierie le plus marquant du miracle économique allemand, l’opération a contribué au déploiement de ce port intérieur (en) toujours le plus important dans le monde occidental, et constitué une tentative de maintien, sinon de développement du pôle industriel et économique de la Ruhr.
Le 14 octobre 1944, la ville et le port de Duisbourg ont fait l'objet de la première opération Hurricane. Seuls les bombardements de Dresde, d’Hiroshima et de Nagasaki ont été plus intenses.
À Duisbourg, le Rhin, qui coule librement depuis le Grand Canal d’Alsace, a plus de 350 m de large.

## Vues

### Bâtiments

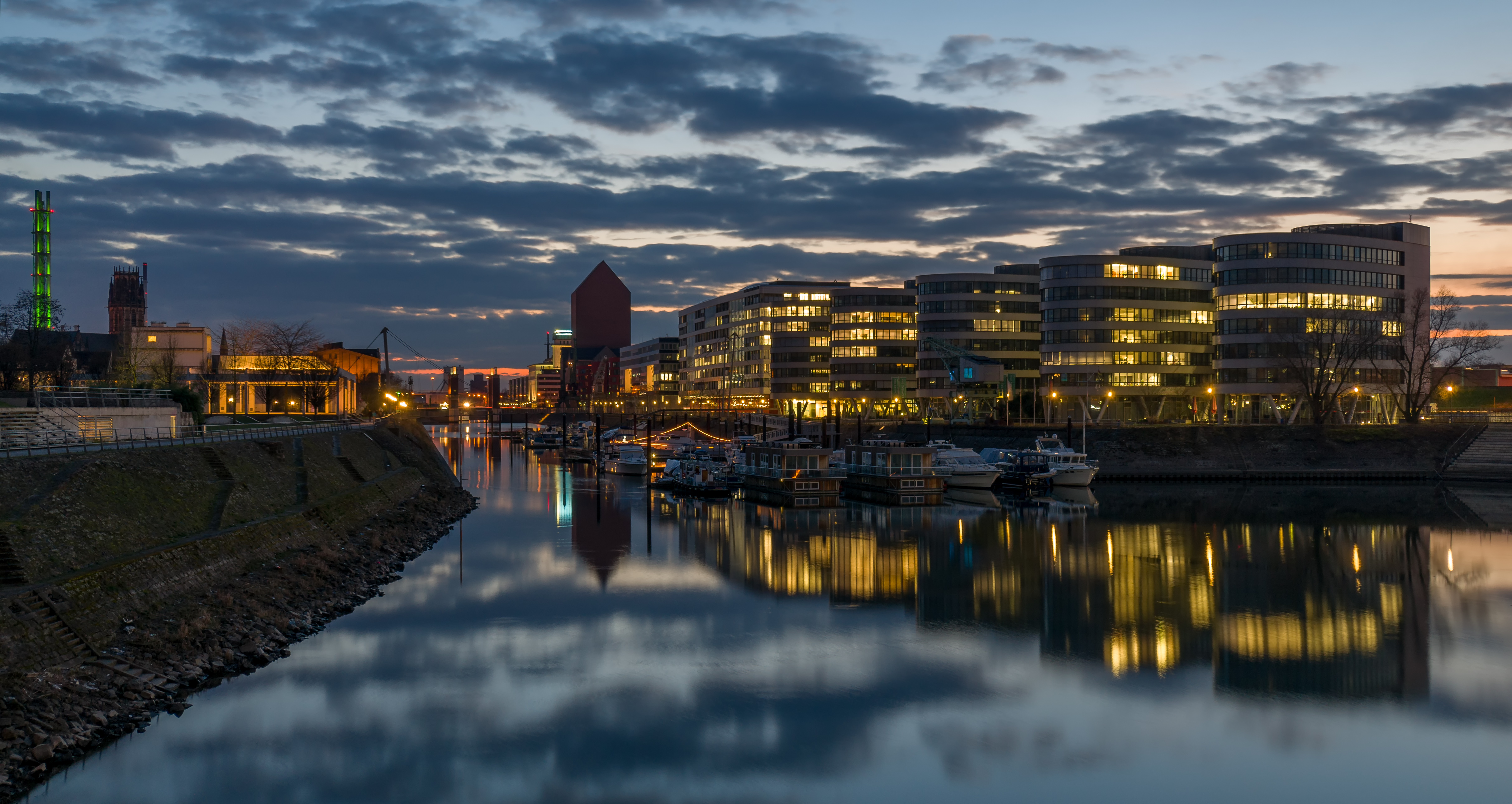
Au crépuscule.
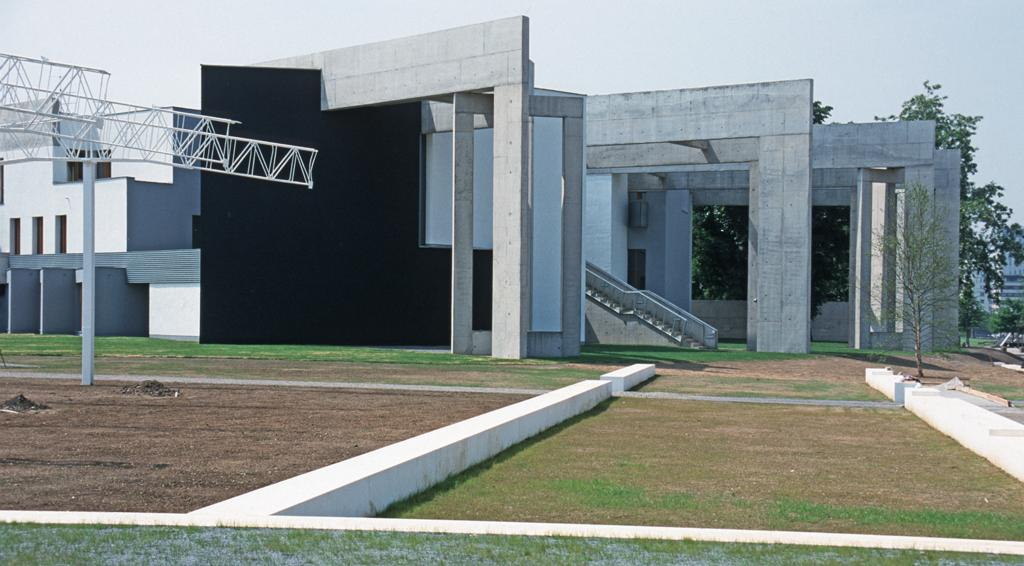
Centre de la communauté juive des communes de Duisbourg et de Mülheim, dans le jardin du souvenir.
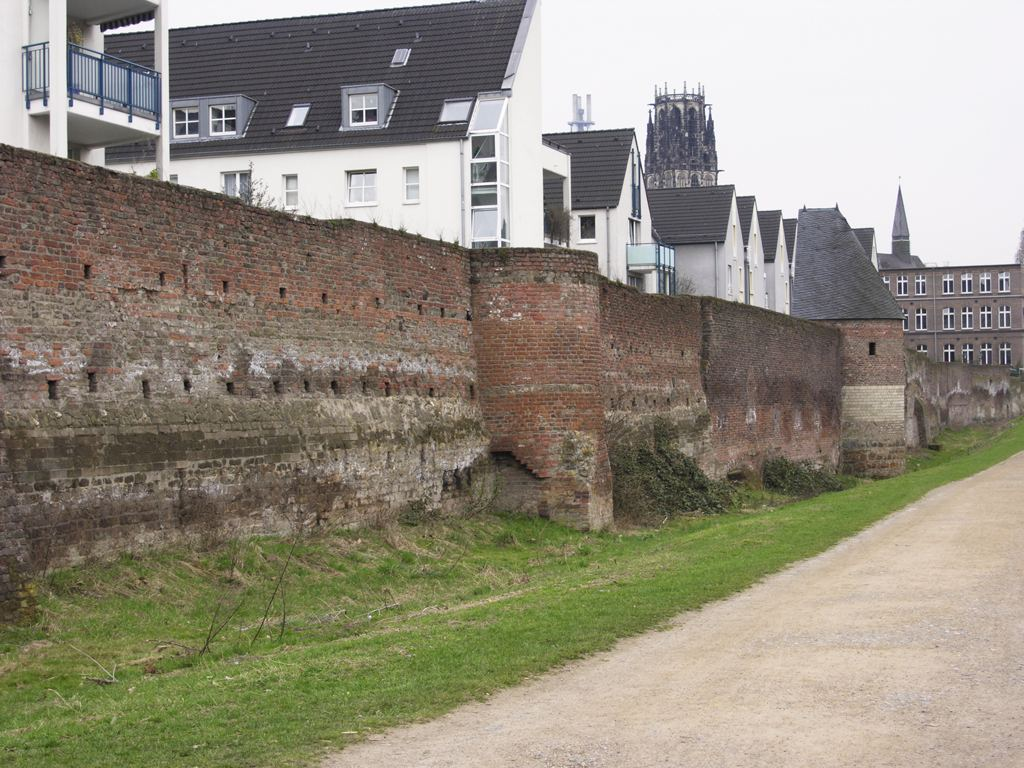
Un aperçu des murailles historiques de la ville devant l’Altstadtpark.
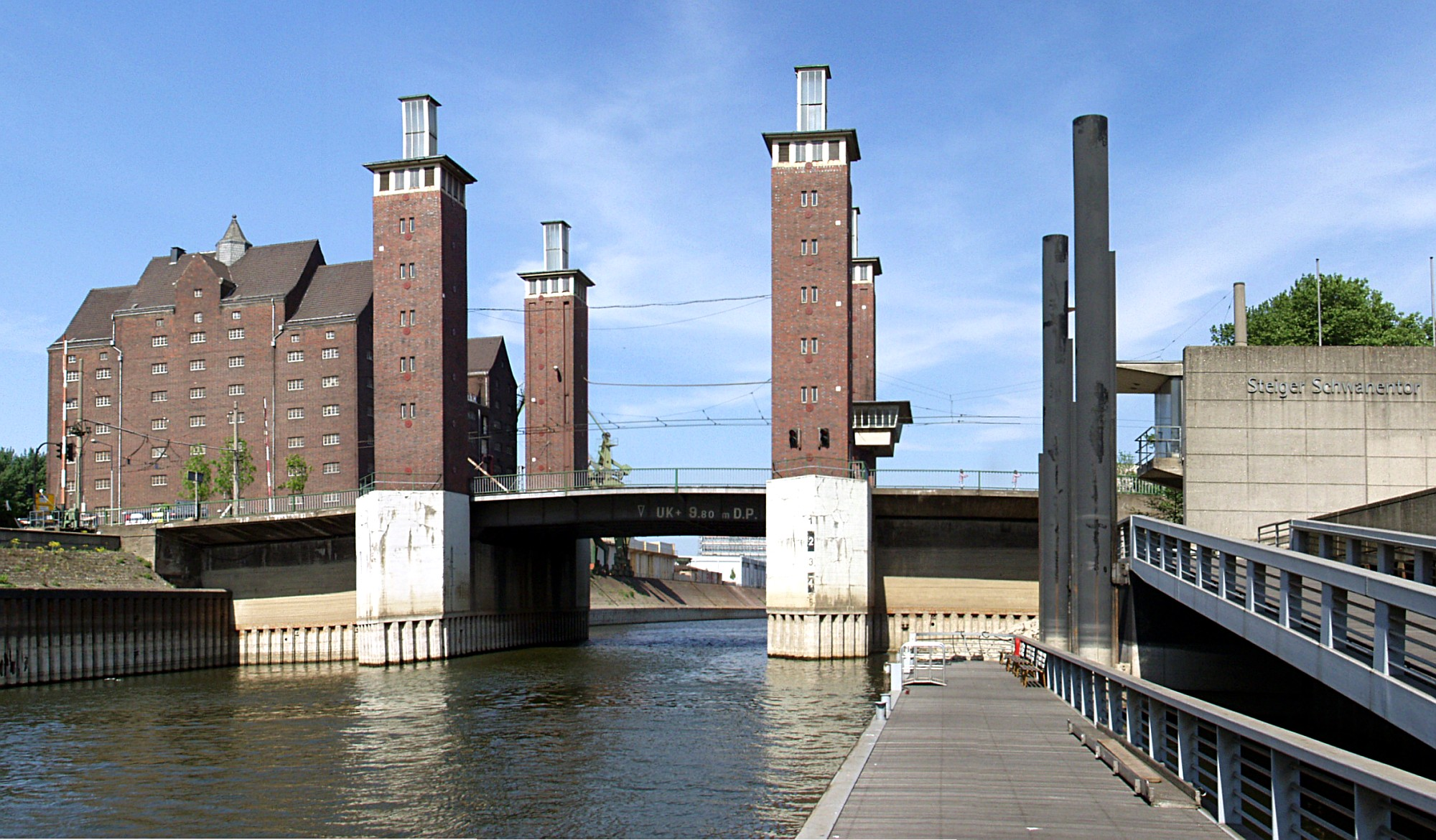
Le pont Schwanentorbrücke.
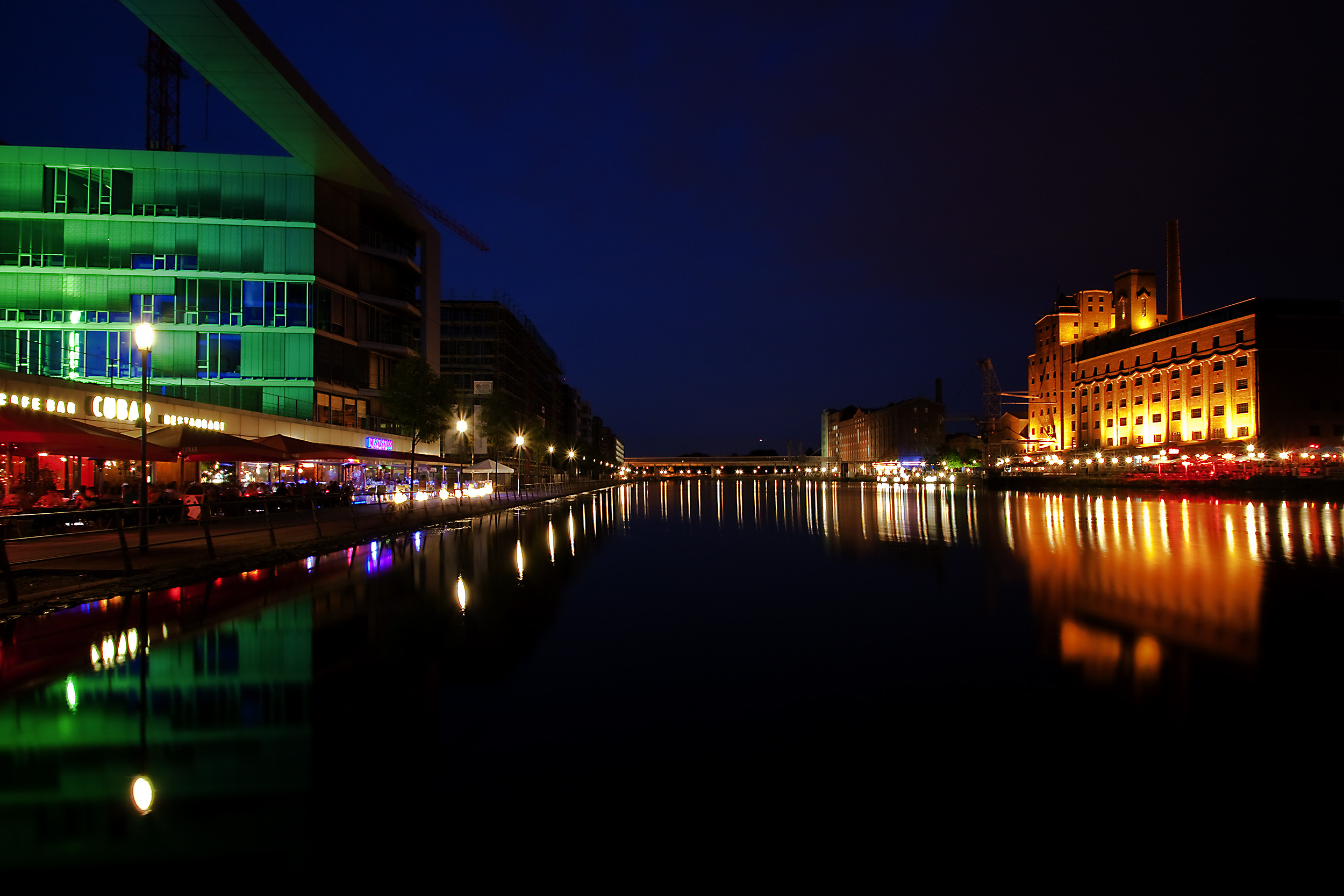
Vue nocturne avec la Küppersmühle et la Werhahnmühle.
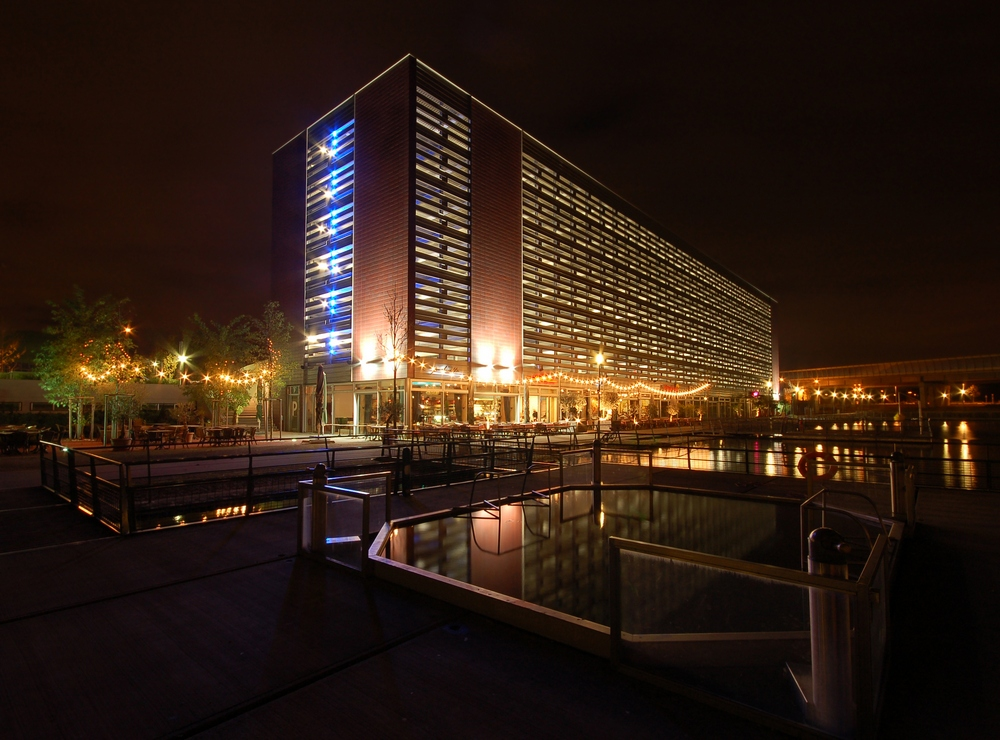
Autre vue nocturne.

### Panoramas

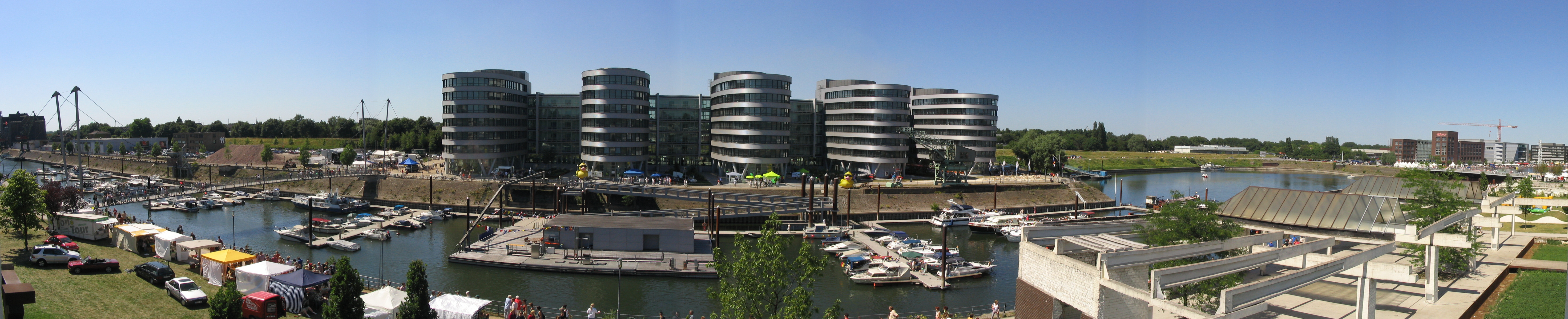
Vue du parc du souvenir sur la marina et du complexe de bureaux des « Cinq bateaux », conçu par l'architecte britannique Nicholas Grimshaw.

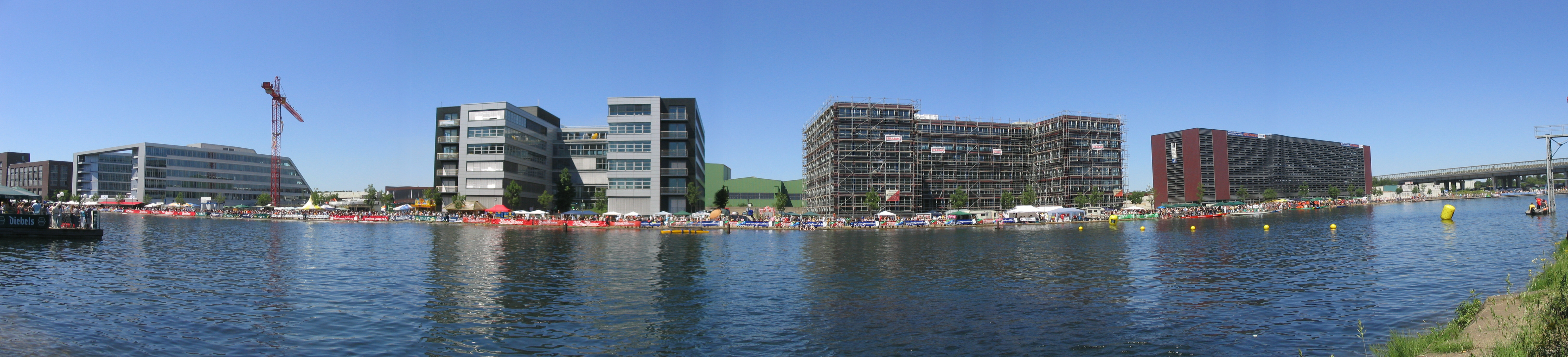
Secteur est du port (la grue est celle visible, à droite, dans la photo ci-dessus).